# Guvernorát Damašek
Guvernorát Damašek (Arabsky: محافظة ريف دمشق, Muḥāfaẓat Rīf Dimashq), nebo také Ríf Dimašq (doslova: předměstí Damašku) je jeden ze čtrnácti syrských guvernorátů (provincií). Nachází se na jihozápadě Sýrie a obklopuje ze všech stran Damašek, syrské hlavní město, kde leží i správa této muháfazy. Dále sousedí s Izraelem na západě a Jordánskem na východě. Rozloha se pohybuje okolo 18 032 čtverečních kilometrů. Podle dostupných údajů zde žijí skoro tři miliony lidí (2011).

## Okresy
Guvernorát je rozdělen na 10 okresů (Manatiq):
- Centrální předměstí
- Dúmá
- Al-Kutajfa
- At-Tal
- Jabrud
- An-Nabk
- Al-Zabadání
- Katana
- Darajja
- Kadsíja

Tyto okresy jsou dále rozděleny na 37 "podokresů" (Nawahi).